# Laatste Plaat
Laatste Plaat is het zesde studioalbum van de Nederlandse zanger Henk Westbroek, uitgebracht in 2020.
Bij de presentatie van dit album kondigde Westbroek aan te stoppen. Echter, in 2023 volgde Hoor en wederhoor.

## Nummers
| Nr.    | Titel                   | Schrijver(s)                                            | Duur |
| Kant A |                         |                                                         |      |
| ------ | ----------------------- | ------------------------------------------------------- | ---- |
| 1      | Blauwe Ogen             | Henk Westbroek, René Meister                            | 4:29 |
| 2      | Zonder Jou              | Henk Westbroek, René Meister, Dominik Włodzimierz Groot | 4:23 |
| 3      | Er Bestaat Geen God     | Henk Westbroek, René Meister                            | 4:33 |
| 4      | Dit Moet Liefde Zijn    | Henk Westbroek, René Meister                            | 3:50 |
| 5      | Alleen Maar Zij         | Henk Westbroek, Philibert van den Bosch                 | 3:21 |
| 6      | De Tijd Komt            | Henk Westbroek, René Meister                            | 4:29 |
| Kant B |                         |                                                         |      |
| 7      | Alleen Voor Jou         | Henk Westbroek, René Meister                            | 3:28 |
| 8      | Tegen Beter Weten In    | Henk Westbroek, Daniël Lohues                           | 5:39 |
| 9      | Opa Liegt Nooit         | Henk Westbroek, René Meister                            | 4:17 |
| 10     | Vleugels Om The Vliegen | Henk Westbroek, Pieter Perquin                          | 4:42 |
| 11     | Droom Van Elke Dag      | Henk Westbroek, René Meister                            | 3:25 |

## Musici
- Zang, achtergrondzang: Henk Westbroek (track 1 - 11),
- Additionele zang: Mr. Polska (track 2)
- Additionele achtergrondzang: Werner Cornand (track 7), Nicky Monreau (track 8)
- Toetsen, arrangementen en productie: René Meister
- Gitaar: Rob Winter (track 2, 5 - 6, 8 - 9), Dennis Grefhorst (track 3 - 4), Joost Vergoossen (track 1), Mark Boon (track 7)
- Basgitaar: Stephan Wienjus (track 1- 3), Werner Cornand (track 7)
- Drums: Ron van Elswijk (track 3), Gerhard Jeltes (track 7)
- Piano: Philibert van den Bosch (track 5)
- Trompet: Ruud Breuls (track 7)
- Sopraansax: Peter Hermesdorf (track 10)
- Percussie: Angelo van den Burg (track 7)